# 劉元暉
劉元暉，福建永安縣人，清朝政治人物、同進士出身。
雍正二年（1724年）甲辰科進士，擔任深澤县知县。